# De straf van de Walkuren
De straf van de Walkuren is het tweede stripalbum uit de Thorgal-parallelreeks De werelden van Thorgal: Kriss Van Valnor en behoort samen met Ik vergeet niets! tot de cyclus van de Walkuren. Deze reeks draait om Kriss van Valnor, een van de hoofdpersonen uit de hoofdserie. De strip werd voor het eerst uitgegeven bij Le Lombard in 2012. Het album is getekend door Giulio De Vita met scenario van Yves Sente.

## Verhaal
Kriss van Valnor is nog steeds bij de Walkuren, alwaar de godin Freya oordeelt of ze naar het Paleis van Odin (Valaskjálf) mag of eeuwig moet branden in de hel van Niflheim. Alvorens te oordelen luistert de godin naar Kriss van Valnors levensverhaal. In dit album worden haar avonturen als adolescent / jongvolwassene aan de zijde van Sigwald de Verbrande verhaald tot aan de kennismaking met Thorgal Aegirsson bij de wapensmid Argun Boomvoet. Op het einde van het verhaal ontwaakt ze in de tent van Hildebrun, de dochter van koning Gustaafson.